# Gruta Rei do Mato
Gruta Rei do Mato is Portugees voor "Grot van de Woudkoning". De grot is vernoemd naar een vluchteling die er een tijd in woonde.
De Gruta Rei do Mato ligt vlak buiten Sete Lagoas in Minas Gerais, Brazilië, pal naast de afrit van snelweg BR 040 die toegang geeft tot de stad. Vanuit Sete Lagaos kan de grot eenvoudig worden bereikt per auto, bus of taxi. Sete Lagoas ligt ongeveer 70 kilometer van Belo Horizonte.
Het kalksteengebied ten noorden van Belo Horizonte heet de Sete Lagoas Formatie. Het is in dit gebied dat de Lagoa Santa Karst is ontwikkeld. Het gebied rondom Sete Lagoas kent vele grotten waarvan de Gruta Rei do Mato de bekendste is.
De Gruta Rei do Mato heeft drie grote kamers met stalactieten en stalagmieten. In de "Kamer der Zeldzaamheden" staan identieke parallelle druipsteenkolommen die bestaan uit calcietkristallen. Deze kolommen zijn meer dan 20 meter hoog met slechts 30 centimeter doorsnede.
De Rei do Mato (de vluchteling met de naam "Woudkoning") leefde eigenlijk in een kleine grot naast de Gruta Rei do Mato. Het is in deze grot dat 4000 tot 6000 jaar oude rotstekeningen zijn gevonden. Ook is in deze grot het skelet gevonden van een uitgestorven dier, de Xenorrinoterium bahiense. Tegenwoordig staat een replica van dit dier in de grot.